# Centralhatchee (Géorgie)
Centralhatchee est une ville américaine située dans le comté de Heard, en Géorgie. Selon le recensement de 2020, sa population est de 348 habitants.